# 88鍵のピアノの音域外の音

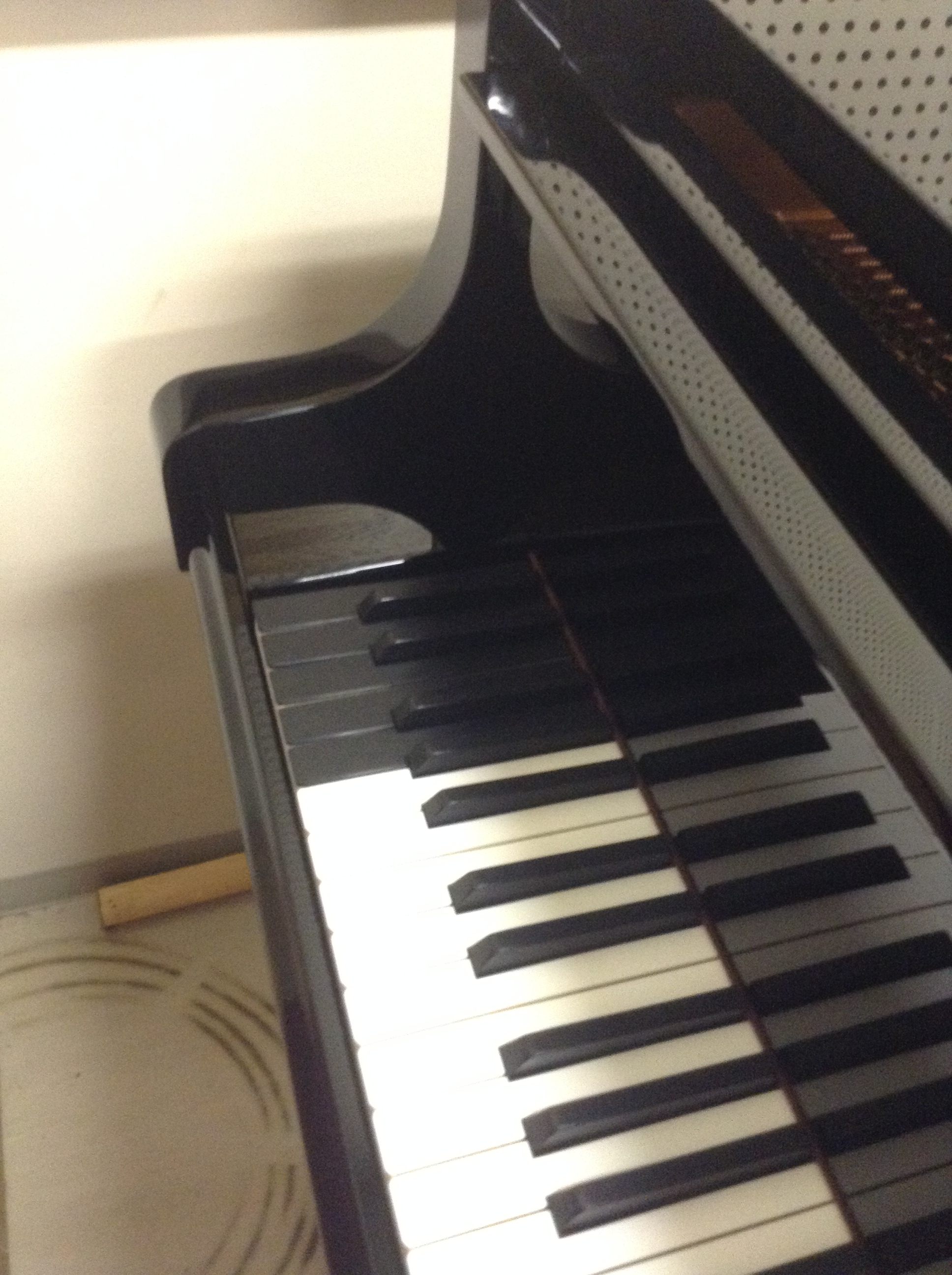
ベーゼンドルファー・モデル290（97鍵）の低音部。一般のピアノにない音域の白鍵の上部は黒色に塗られている。

88鍵のピアノの音域外の音(88けんのピアノのおんいきがいのおと)は、一般的な88鍵のピアノの音域〔A0(下二点い)～C8(五点ハ)〕に入っていない音楽の音についての項目である。

## 概論
現代のピアノにおいて88鍵が標準的であるのは、この音域（A=440 Hzとした場合、およそ27.5 - 4186ヘルツ）が楽音として人間が認識できる限度であるためだといわれている。これ以上音域を拡大しても、低音側は唸りとなり、高音側は耳障りなノイズとなり、音程を感じさせない。しかしながら、主に他の音と共鳴させて豊かな音を響かせるために、この音域を超えた鍵を持つピアノも一部で作られている。
88鍵ピアノの鍵盤に載っていない音を出す指定はブゾーニ(ピアノ協奏曲)、スクリャービン(ピアノソナタ第6番)、バルトーク(ピアノ協奏曲第2番)、ボルコム(12の新しい練習曲集)ほかに該当例がある。長らくピアノの鍵盤の拡張はメーカーにとっても議論の種であったが、21世紀に入ると音域拡張が本格化した。

## 音域を拡張したピアノで出せる音
- ディヴィッド・ルービンシュタイン・ピアノ
  - 97鍵(C0～C8)をもつR-371[2]。2000年に初めて作られた。
- ベーゼンドルファー[3]
  - 97鍵(C0～C8) Model 290
  - 92鍵(F0～C8) Model 225
- スチュアート・アンド・サンズ[4]
  - 97鍵(F0～F8) - ベーゼンドルファー・インペリアル以来およそ90年ぶりに制作された97鍵モデル。
  - 102鍵(C0～F8)
  - 108鍵(C0～B8) - 2022年現在世界一広い音域を持つピアノ、2018年9月に初めて作られた。
- ステファン・ポレロ[5]
  - 97鍵(F0～F8)
  - 102鍵(C0～F8)
- クリス・メーネ -ザ・ストレート・ストラング・グランド・ピアノ[6]
  - 90鍵(G0～C8) 90鍵モデルは約150年ぶり[7]である。2017年に初めて作られた。ラヴェルのピアノ独奏作品「水の戯れ」および「夜のギャスパール」に対応。

ベーゼンドルファーは超低音のみの拡張で、白鍵の上面を黒く塗って奏者の混乱を防ぐ措置がとられているものがある。一方、スチュアート・アンド・サンズやステファン・ポレロなどのものは、超高音・超低音共に拡張しており、拡張音域の鍵盤の見た目は他と変わらない。3メートル越えのBorgato Grand Prix 333とFazioli F308は音域拡張を行っていない。日本のメーカーでは88鍵を超えるピアノの音域拡張が行われている例は2022年現在皆無である。

### かつて88鍵を超えるピアノを作っていたメーカー
- ペトロフ[8][9]
  - 92鍵(F0～C8) 現在は製造していない。
- ベーゼンドルファー[10]
  - 92鍵(F0～C8) Model 275は[11]製造を停止した。

## ピアノ以外の楽器での例

### 通常のピアノで出せない超高音が出る楽器
- ピッコロ - 最高音E♭8[12](拡張音域)
- ソプラニーノリコーダー - 最高音D8(拡張音域)
- グロッケンシュピール - 最高音F8[13](一部モデル)
- チェレスタ - 最高音F8[14]
- アンティークシンバル - 最高音F8(一部モデル)
- 鍵盤付きグロッケンシュピール - 最高音G8[15](一部モデル)
- ヴァイオリン属のような弦楽器の場合、理論上は高音域は無限に出せるため、サルヴァトーレ・シャッリーノはLe ragioni delle conchiglieで指定している[16]。
- 番外：トム・ジョンソン（Tom Johnson）の『想像上のトランペットのための「天上の音楽」』（Celestial Music for Imaginary Trumpets）には、ト音記号で最高音に103本の加線が必要な5音から成る和音が登場する。音高はそれぞれA33・C34・E34・F♯34・B34に相当するが、そのような超高音が出る楽器は実現していない[17]。

### 通常のピアノで出せない超低音が出る楽器
- オクトコントラアルトクラリネット - 最低音E♭0
- オクトバス - 最低音C0(アリゾナ州フェニックスの楽器博物館所蔵のレプリカ)
- ハイパーバスフルート - 最低音C0
- オクトコントラバスクラリネット - 最低音B♭-1
- サブコントラバスチューバ - 最低音B♭-1

### 音域が非常に広く、超高音・超低音の両方とも扱える例
- シンセサイザーでは理屈上、物理的な制約に縛られず無数のピッチが扱える。MIDIでは、ノートナンバー0から127で、C-1からG9までを扱える。
- パイプオルガンは、物によって音域がまちまちであるが、超低音では最低で128フィートのC-2が出せるものが存在する。楽器で正規の方法で出せる楽音としては、このC-2は史上最低の音と思われる。もっとも人間の耳で音程を感じることは到底不可能と思われるし、実際の音楽で使われることも皆無に等しいと思われる。ただ、超大型オルガンには備え付けられているものの、現実的には64フィートあるいは32フィートまでが備え付けられていることが多い。超高音については、1フィートのストップを備えるオルガンはもう珍しくなく、C10の音を出せるものは普通に存在する。それより更に1オクターブ高いC11は実際に設置する場合実現不可能であろうと思われるが、ヴァーチャル・オルガンなら可能である。
- グアテマラのマリンバで最大のものは、137の音板を持つ11オクターブ以上のもので、複数の奏者で演奏する。